# Marcipa rougeoti
Marcipa rougeoti là một loài bướm đêm trong họ Erebidae.